# Madison Davenport
Madison Danielle Davenport (ur. 22 listopada 1996 w San Antonio) – amerykańska aktorka, która wystąpiła m.in. w filmach Noe: Wybrany przez Boga, Siostry, Kit Kittredge: Amerykańska dziewczyna oraz serialach Ostre przedmioty, Od zmierzchu do świtu i Czarne lustro.

## Filmografia

### Filmy
| Rok  | Tytuł                                 | Rola               | Uwagi             |
| ---- | ------------------------------------- | ------------------ | ----------------- |
| 2005 | Harmony Parker                        | Harmony Parker     | krótkometr.       |
| 2005 | Rozmowy z innymi kobietami            | British Girl       |                   |
| 2006 | Skok przez płot                       | Quillo             | głos              |
| 2006 | Strangers                             | Abbey              | krótkometr.       |
| 2006 | Hammy's Boomerang Adventure           | Quillo             | głos; krótkometr. |
| 2006 | Journey On Rio: Number Two            | Bianca             | głos              |
| 2007 | Christmas Is Here Again               | Sophiana           | głos              |
| 2007 | Dog Days III                          | Bianca             | głos              |
| 2008 | Horton słyszy Ktosia                  | Who Girl #2        | głos              |
| 2008 | Humboldt County                       | Charity            |                   |
| 2008 | Kit Kittredge: Amerykańska dziewczyna | Ruthie Smithens    |                   |
| 2008 | Ponyo                                 | dodatkowe głosy    |                   |
| 2008 | Parasomnia                            | młoda Laura Baxter |                   |
| 2009 | The Attic Door                        | Caroline           |                   |
| 2010 | Jack and the Beanstalk                | Destiny            | film DVD          |
| 2012 | Kronika opętania                      | Hannah Brenek      |                   |
| 2014 | Noe: Wybrany przez Boga               | Na'el              |                   |
| 2015 | Siostry                               | Hayley             |                   |
| 2015 | A Light Beneath Their Feet            | Beth Gerringson    |                   |
| 2021 | Supercool                             | Summer             |                   |

### Telewizja
| Rok       | Tytuł                                | Rola              | Uwagi                          |
| --------- | ------------------------------------ | ----------------- | ------------------------------ |
| 2005      | Wzór                                 | Julia Rausch      | 1 odcinek                      |
| 2005      | Krok od domu                         | Katie             | 1 odc.                         |
| 2005      | CSI: Kryminalne zagadki Nowego Jorku | Abby Drake        | 1 odc.                         |
| 2005      | Specjalistki                         | Hannah            | 1 odc.                         |
| 2006      | Kości                                | Megan             | 1 odc.                         |
| 2007      | Legion of Super Heroes               | Abel              | 1 odc                          |
| 2007      | While the Children Sleep             | Casey Eastman     | film TV                        |
| 2008      | Agent specjalny Oso                  | Stacey i Fiona    | 1 odc.                         |
| 2008      | Ostry dyżur                          | Claire O'Fallon   | 1 odc.                         |
| 2010      | Amish Grace                          | Mary Beth Graber  | film TV                        |
| 2010      | Dad's Home                           | Lindsay Westman   | film TV                        |
| 2011      | CSI: Kryminalne zagadki Las Vegas    | Camryn Pose       | 1 odc.                         |
| 2011-2012 | Shameless - Niepokorni               | Ethel             | 9 odcinków                     |
| 2011      | Dr House                             | Iris              | 1 odc.                         |
| 2013      | Save Me                              | Emily Harper      | w głównej obsadzie             |
| 2013      | Zabójcze umysły                      | Samantha Wilcox   | 1 odc.                         |
| 2014–2016 | Od zmierzchu do świtu                | Kate Fuller/Amaru | w gł. obs.                     |
| 2015      | 1 Chisper                            | Frakie            | film TV                        |
| 2018      | Ostre przedmioty                     | Ashley Wheeler    | miniserial; w gł. obs.         |
| 2019      | Czarne lustro                        | Jack              | odc. Rachel, Jack i Ashley Too |
| 2019      | Reprisal                             | Meredith Harlow   | w gł. obs.                     |